# Huosoma tinctipenne
Huosoma tinctipenne is een juffer uit de familie van de waterjuffers (Coenagrionidae).
De wetenschappelijke naam van de soort werd in 1894 gepubliceerd door Robert McLachlan.